# Родовища ртуті

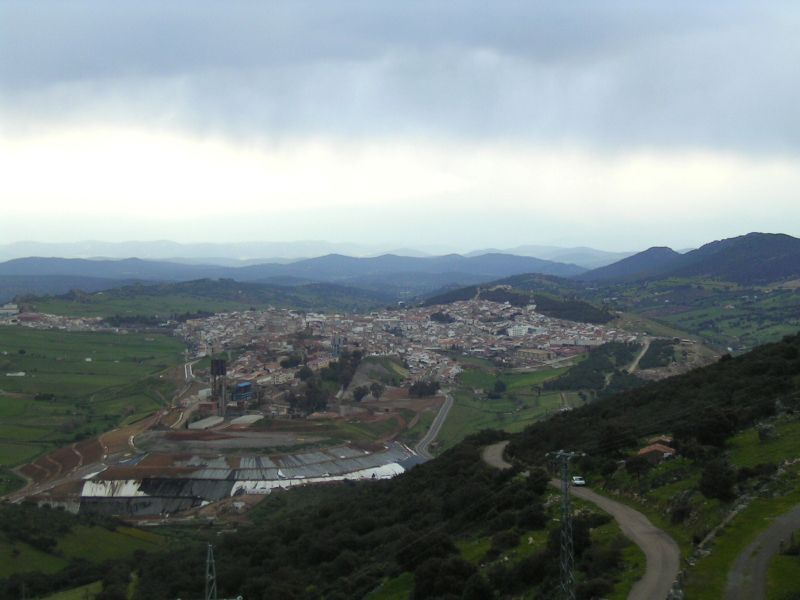
Альмаден (родовище ртуті)

## Історія
Самородна ртуть відома понад 4000 років, кіновар як фарба, лікарський і косметичний засіб використовувалася греками і римлянами. В IX–XI ст. ртуть добували в Південній Європі і Середній Азії. Ртуть отримують і з ртутних, ртутно-стибієвих, ртутно-арсенових і ртутно-золотих руд, а також попутно з поліметалічних, вольфрамових і олов'яних. В унікальних родовищах (Альмаден в Іспанії) укладено понад 1000 тис. т металу, дуже великих 100–25 тис. т, великих 25–10 тис. т, середніх 10–3 тис. т і дрібних менше 3 тис. т. Багаті руди містять ртуті понад 1 %, рядові – 1–0,2 %, бідні менше 0,2 %.   

## Ртутовмісні мінерали
Відомо 20 мінералів ртуті, але промислове значення мають кіновар HgS (86,2 %), метацинабарит HgS (86,2 %), самородна ртуть Hg, блякла руда – шватцит (Hg,Cu)12 •Sb4S13 (17%), лівінгстоніт HgSb4S7 (22 %), кордероїт Hg3S2Cl2 (82 %) і каломель Hg2Cl2 (85 %).

## Родовища ртуті
Серед промислових родовищ ртуті виділяють: плутоногенні гідротермальні,  вулканогенні гідротермальні і стратиформні.
Плутоногенні гідротермальні родовища відомі в Забайкаллі (Барун-Шивея, Ільдікан), Середній Азії (Тепар) і Гірському Алтаї (Чаган-Узун), в Китаї (Восі), Ірландії (Гортдрам), Туреччині (Гюмюслер), Тунісі (Джабель-Аджа) і США (Нью-Альмаден, Нью-Ідрія). Залягають серед теригенних, карбонатних, ґранітоїдних, ультраосновних і метаморфічних порід. Рудні тіла мають жильну, трубоподібну, лінзоподібну, штокверкову і гніздову форми. Представлені двома головними рудними формаціями: 1) кварц-хлорит-серицит-кіноварною (родовища Барун-Шивея і Ільдікан в Забайкаллі, Тепар в Середній Азії, Восі в Китаї, Гортдрам в Ірландії, Гюмюслер в Туреччині і Джабель-Аджа в Тунісі) 2) магнезіально-карбонатно-кіноварною або лиственітовою (родовища Чаган-Узун у Гірському Алтаї, Нью-Альмаден і Нью-Ідрія в США). Головний рудний мінерал — кіновар, другорядні — пірит, арсенопірит і антимоніт.  
Вулканогенні гідротермальні родовища відомі на Чукотці (Пламенноє), Камчатці (Чемпура, Апапель), в Приамур’ї (Ланське), Середній Азії (Аксагата), Закарпатті (Україна) (Великий Шаян, Боркут); в Італії (Монте-Аміата), Югославії (Ідрія), Алжирі (Іслаїм), Туреччині (Казизмах), Японії (Ітомука) і США (Мак-Дерміт, Опаліт, Кордеро, Сульфур-Бенк). Рудні тіла мають жильну, штокверкову, трубоподібну, гніздову, лінзоподібну, пластоподібну і більш складні форми. Залягання рудних тіл, як правило, круте. Розміри рудних тіл зазвичай незначні — сотні метрів за простяганням при потужності декілька метрів — перші десятки метрів; за падінням — до 200–250 м, хоч на великих родовищах (Монте-Аміата) вони простежуються до глибини близько 1 км. Серед ртутних мінералів нарівні з кіновар’ю зустрічаються метацинабарит і самородна ртуть, іноді — каломель і кордероїт, рідше — реальгар, аурипігмент, антимоніт, марказит, пірит, ґаленіт, сфалерит, халькопірит, арґентит, піраргірит, сріблясте золото і срібло. Вміст ртуті змінюється від 5–3 % в багатих рудах і до 0,2–0,1 % в бідних.
Стратиформні родовища на Донбасі (Микитівка), в Середній Азії (Хайдаркан, Чаувай), на Кавказі (Сахалінське), Якутії (Левосакинджин), Іспанії (Альмаден), Китаї (Ваньшань), Перу (Хуанкавеліка). Рудні тіла представлені головним чином пластовими покладами і лінзами серед пористих пісковиків або вапняків. З цими покладами зв'язані січні рудні тіла у вигляді жил і штокверків. Потужність рудоносних горизонтів змінюється від декількох метрів до 30–40 м, вони простежуються на сотні метрів — перші кілометри за простяганням і до 800–1000 м за падінням із збереженням типу зруденіння, але із зменшенням потужності рудних тіл і вмісту ртуті: на верхніх горизонтах він іноді досягає 10–15 %, на глибині — близько 1 %. Зустрічаються багатоярусні рудні поклади. Головний рудний мінерал — кіновар, місцями антимоніт.

## Сучасні дослідження
15 серпня 2024 року група вчених з Університету Південної Каліфорнії (США) на сторінках наукового видання Environmental Research Letters опублікувала результати дослідження згідно якого розроблено новий метод вимірювання обсягу ртуті, що вивільняється з вічної мерзлоти, і оцінили її загальний запас. Результати вражають: Арктика містить стільки ртуті, що її кількість може перевищувати запаси в океанах, ґрунтах, атмосфері та біосфері Землі разом узятих. Більш того, танення вічної мерзлоти в Арктиці вивільняє величезну кількість ртуті, що накопичувалася там тисячоліттями, створюючи серйозну небезпеку для екосистеми та здоров’я мільйонів людей. Дослідження, проведене в двох північних селах на Алясці, підтвердило високі рівні ртуті у відкладеннях на берегах річок та піщаних мілинах. Таким чином, Арктика, яка нагрівається вчетверо швидше за решту планети, стає епіцентром цієї екологічної катастрофи для людства.